# Тангара (Санта-Катарина)
Тангара (порт. Tangará)  —  муниципалитет в Бразилии, входит в штат Санта-Катарина. Составная часть мезорегиона Запад штата Санта-Катарина. Входит в экономико-статистический  микрорегион Жоасаба. Население составляет 8005 человек на 2006 год. Занимает площадь 389,184 км². Плотность населения — 20,6 чел./км².

## История
Город основан 30 декабря 1948 года.

## Статистика
- Валовой внутренний продукт на 2003 составляет 136.473.625,00 реалов (данные: Бразильский институт географии и статистики).
- Валовой внутренний продукт на душу населения на 2003 составляет 16.346,10 реалов (данные: Бразильский институт географии и статистики).
- Индекс развития человеческого потенциала на 2000 составляет 0,812 (данные: Программа развития ООН).

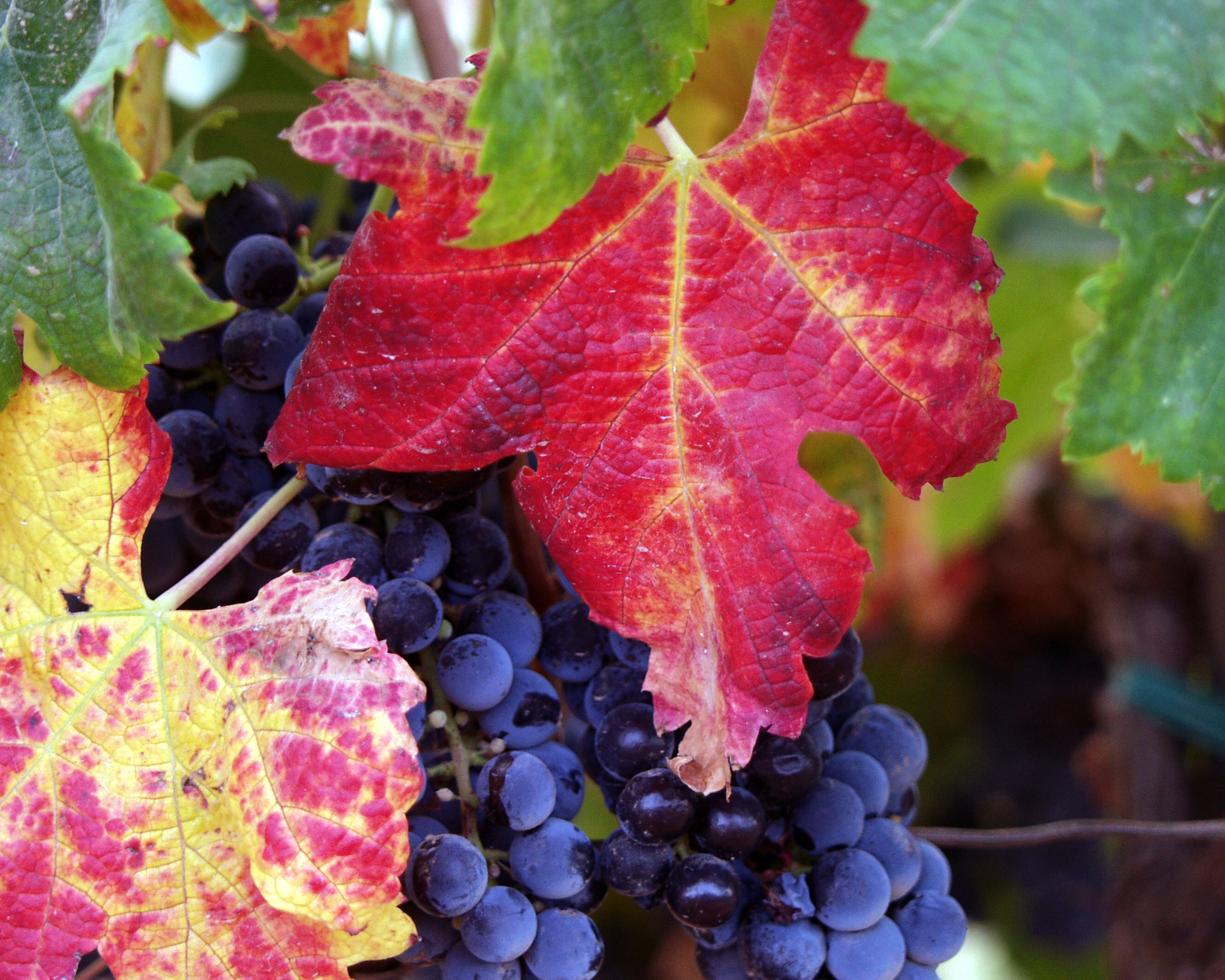